# Gian Luigi Polidoro
Gian Luigi Polidoro (ur. 4 lutego 1927 w Bassano del Grappa; zm. 7 września 2000 w Rzymie) – włoski reżyser i scenarzysta filmowy, specjalizujący się w lekkich komediach.
Od lat 50. do 90. nakręcił łącznie 15 filmów (w tym 12 fabularnych). Jego wczesny film Oeuverture (1959) nominowano do Oscara w kategorii najlepszy krótkometrażowy film dokumentalny.
Najgłośniejszy film fabularny Polidoro to komedia Szatan (1963) z Albertem Sordim w roli głównej. Za obraz ten reżyser zdobył Złotego Niedźwiedzia na 13. MFF w Berlinie. Rola Sordiego została także wyróżniona Złotym Globem dla najlepszego aktora komediowego w Stanach Zjednoczonych.

## Filmografia

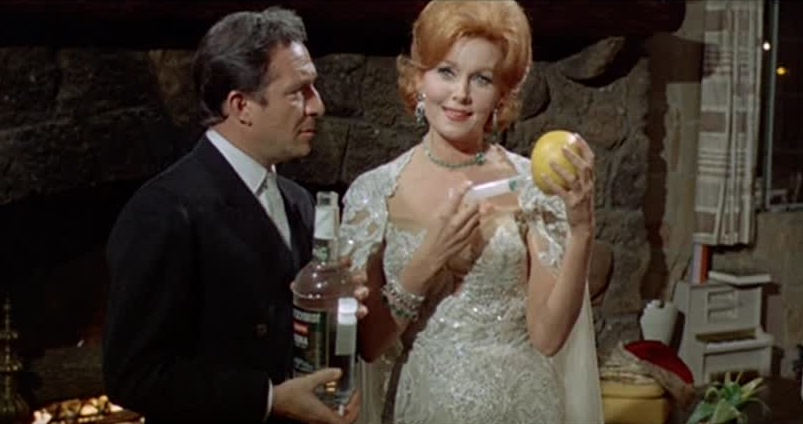
Ugo Tognazzi i Rhonda Fleming w filmie Amerykańska żona (1965) Polidoro.

### Reżyser
- 1959: Paese d'America - krótkometrażowy
- 1959: Oeuverture - krótkometrażowy dokumentalny
- 1959: Power Among Men - dokumentalny; współreżyser
- 1960: Le svedesi
- 1963: Szatan (Il diavolo)
- 1963: Hong Kong un addio
- 1965: Amerykańska żona (Una moglie americana)
- 1965: Thrilling - epizod Sadik
- 1968: La moglie giapponese
- 1969: Satyricon
- 1974: Fischia il sesso
- 1974: Permettete signora che ami vostra figlia?
- 1984: Rent Control
- 1987: Sottozero
- 1998: Hitler's Strawberries